# Sungai Raya (ort)
Sungai Raya är en ort i Indonesien.   Den ligger i provinsen Kalimantan Barat, i den nordvästra delen av landet, 800 km norr om huvudstaden Jakarta. Sungai Raya ligger 9 meter över havet och antalet invånare är 47 735.
Terrängen runt Sungai Raya är platt. Havet är nära Sungai Raya åt sydväst. Runt Sungai Raya är det ganska tätbefolkat, med 239 invånare per kvadratkilometer. Det finns inga andra samhällen i närheten. Omgivningarna runt Sungai Raya är en mosaik av jordbruksmark och naturlig växtlighet.